# Planète (revista)
Planète (Planeta) fue una revista bimestral francesa creada por Jacques Bergier y Louis Pauwels y publicada entre 1961 y 1971.
En dicha revista los editores retomaban y ampliaban los temas tratados en su exitoso libro El retorno de los brujos (Le Matin des magiciens), publicado en 1960. Bajo el lema: ¡Nada extraño nos es ajeno! (Rien de ce qui est étrange ne nous est étranger!), se consideraba el órgano portavoz del movimiento del Realismo Fantástico.
Jacques Bergier se calificó a sí mismo como un intelectual heredero de Charles Hoy Fort. Louis Pauwels sería más tarde editor de una revista de un espíritu totalmente diferente, llamada Le Figaro.
El rápido e inesperado éxito del libro animó a los autores a crear una revista dedicada por entero al mismo tema: el planeta (Planète), con el lema: "¡Nada extraño nos es ajeno!". Tras dos años pasados en el exiguo edificio del editor, Victor Michon, la redacción de la revista se instaló en un sustancial edificio en los Campos Elíseos.

## Circulación
Del primer número se tiraron 5.000 ejemplares y tuvo cinco reimpresiones. En la cima de su popularidad las ventas excedieron los 100.000 ejemplares por número. Los objetivos de la revista eran más bien eclécticos, apuntando más a generar una lluvia de ideas que a ocupar el espacio tradicional de las revistas de ciencia y técnica (una encuesta reveló, no obstante, que el 44 % de los lectores lo eran también de Science & Vie, una revista de la categoría antes mencionada.)
Editorial Sudamericana la reeditaba en Argentina en idioma español, el primer número salió en setiembre de 1964.

## Efecto social
Uno de los innegables éxitos de la revista fue que hizo a autores como Jorge Luis Borges, Robert Sheckley, Fredric Brown, Daniel Keyes y Arthur C. Clarke, conocidos para el gran público en general; previamente, algunos de ellos sólo eran conocidos por un escaso número de seguidores, o bien sólo conocidos de los aficionados a la ciencia ficción.

## Temas tratados
En la portada anunciaba: Crónica de nuestra civilización, Historia invisible, Aperturas de la ciencia, Grandes contemporáneos, Mundo futuro, Civilizaciones desaparecidas.
- Epistemología. La revista hizo conocidos al gran público anteriormente ignorados precursores en este campo, como por ejemplo, Roudjer Boscovitch.

- Ciencia ficción. Escritores como Fredric Brown, Daniel Keyes, Isaac Asimov, Arthur C Clarke, Ray Bradbury y Robert Sheckley fueron publicados y discutidos.

- Fantasía. La revista dedicó varios artículos a Lovecraft y especialmente a Jorge Luis Borges, del cual publicó también algunas narraciones cortas (entre ellas, la biblioteca de Babel).

- Futurología. Una entrevista a Isaac Asimov en 1965 sobre "Cómo veo el mundo en 1995" resultó casi sin fallos: lo único que Asimov no fue capaz de prever fue el computador personal (nadie fue tampoco capaz a mitad de los años 60).

- Sociología, Etnología, Etología, Religiones, etc.

La revista desapareció discretamente en 1972.

## Sucesoras
Dos publicaciones en inglés compartían el espíritu de Planète: Omni y Wired.
En España inspiró directamente la revista Horizonte publicada entre 1968 y 1971. Fue dirigida por el autor, traductor, submarinista e investigador español del fenómeno OVNI, Antonio Ribera (1920-2001).
En 2013 se lanzó en Nazelles-Négron la revista Orbs l'autre Planète, dirigida por Maxence Layet, con el mismo formato.